# Styloleptus taino
Styloleptus taino är en skalbaggsart som beskrevs av Steven W. Lingafelter och Marc Micheli 2004. Styloleptus taino ingår i släktet Styloleptus och familjen långhorningar. Inga underarter finns listade i Catalogue of Life.